# WWF WrestleMania 2000
WWF WrestleMania 2000 är ett professionellt brottningsspel som ursprungligen släpptes 1999 på Nintendo 64 (N64) -konsolen. Det var baserat på World Wrestling Federations (WWF) årliga pay-per-view, WrestleMania.